# Marinobogidiella tyrrhenica
Marinobogidiella tyrrhenica is een vlokreeftensoort uit de familie van de Bogidiellidae. De wetenschappelijke naam van de soort is voor het eerst geldig gepubliceerd in 1979 door Schiecke.